# Synecta muda
Synecta muda là một loài bướm đêm trong họ Geometridae.